# 울리 존 로스
울리 존 로스(영어: Uli Jon Roth, 1954년 12월 18일 ~ )라는 예명으로 잘 알려진  울리히 로스(독일어: Ulich Roth)는 독일의 기타리스트이며 스콜피언스의 리드 기타리스트이다. 그는 초기 네오클래시컬 메탈의 발전에 크게 공헌한 음악가들 중 하나이다.